# Дом с четырьмя колоннадами
Дом с четырьмя колоннадами или Дом Экспедиции государственных доходов — здание, объект культурного наследия Российской Федерации, построено в 1750—1760-е годы в стиле русского классицизма, вероятнее всего, по проекту архитектора А. Ф. Кокоринова (отсутствуют документальные подтверждения). Расположен в Санкт-Петербурге по адресам Садовая улица, 12 и Итальянская улица, 23. Прямоугольное трёхэтажное здание с аркадой в цокольном этаже, а также с тремя восьмиколонными и одним шестиколонным портиками ионического ордера (три из них находятся на главном фасаде, выходящем на Садовую улицу, один — со стороны Итальянской), визуально доминирующими в окружающей застройке. Фасады оформлены декоративными панно на мифологические сюжеты.

## История дома
«Дом с четырьмя колоннадами» строился по заказу И. И. Шувалова. Ранее, в первой половине XVIII века, на этом месте стояло здание, в котором размещалась Тайная канцелярия. В 1809—1810 годах все фасады дома были реконструированы по проекту архитекторов С. П. Берникова и Луиджи Руска.

### XVIII — начало XX века
В 1773 году постройка была взята в аренду, а в 1777 году — выкуплена казной для «Комиссии о сочинении проекта нового уложения». В XIX веке здание принадлежало Министерству финансов — в 1850-е, 1870-е и 1880-е годы внутри и снаружи производились перестройки (архитекторы Л. Ф. Вендрамини, В. Е. Стуккей и Г. Б. Пранг).
В конце 1912 года дом был продан Министерством финансов в частные руки. Приобрело здание Торгово-промышленное товарищество «Григорий Бекенсон». В 1913 году архитекторы А. Ф. Гауш и Н. Е. Лансере произвели обмеры здания и фотофиксацию его интерьеров. Новый владелец начал работы по перестройке дома, но они коснулись лишь первого этажа, где были прорублены широкие проёмы магазинных витрин.
В 1914 году по проекту архитектора Я. З. Блувштейна была возведена каменная двухэтажная пристройка к флигелю с залом для кинематографа . В ней открылся театр миниатюр «Павильон де Пари», где в августе 1915 года, состоялось дебютное выступление певца Александра Вертинского. В 1915 году в здании открылась кофейная «Ампир».
До 1917 года в доме также располагались редакция журнала «Семья и школа», правление Всероссийского профсоюза кредитных учреждений, книжный склад и прочее.

#### После революции 1917 года
В 1917—1919 годах в «Доме с четырьмя колоннадами» размещалось почтово-телеграфное учреждение; в 1919—1920 годах — Украинский коммунистический театр имени Т. Г. Шевченко. Во времена НЭПа, с 1921 года, в помещении «Павильона де Пари» открылись театр «Вольная комедия» (режиссёр Н. В. Петров) и ночной театр-кабаре «Балаганчик» (получил своё название от одноимённой пьесы 1906 года Александра Блока). Программа кабаре начиналась после окончания спектакля в «Вольной комедии» и шла до двух часов ночи в смежном зале на 120 мест, оформленном как ресторан. Пользовавшиеся популярностью программы периодически проходили в театральном зале. В ежедневно менявшемся репертуаре кабаре преобладали скетчи и пародии на злободневные темы. Конферансье вечеров был С. А. Тимошенко.
В 1926 году в закрытом к тому времени кафе «Ампир» была организована первая в СССР кулинарная школа, руководителем которой стал экс шеф-повар ресторана Вилла Родэ П. В. Александров (в 1912 году завоевавший золотую медаль на престижной Всемирной кулинарной выставке в Париже). В 1950—1960-е годы в той части здания, что выходит на Садовую улицу, находился ресторан «Северный», с начала 1970-х — ресторан «Баку», с начала 1990-х годов и до 2002 года — ресторан «Шанхай».
Много десятилетий в доме работал кинотеатр и клуб, неоднократно менявший своё название: с конца 1924 года — кинотеатр «Капитолий» (в зале прекратившей своё существование «Вольной комедии»), с 1929 года — КРАМ (Кинотеатр рабочей молодёжи), с начала 1970-х — «Молодёжный», закрытый в 2008 году (из-за финансовой задолженности, КУГИ в одностороннем порядке расторг договор аренды).
В середине 1930-х годов, на базе КРАМа, решением Ленинградского обкома комсомола «был создан первый молодёжный концертный джаз». Во второй половине 1980-х годов в фойе кинотеатра «Молодёжный» проходили выставки молодых художников авангардистов.
В крыле дома, выходящем на Итальянскую улицу, в 1992 году работала Санкт-Петербургская валютная биржа.

### XXI век
В отличие от практически не изменившегося за два столетия экстерьера дома, отделка его интерьеров претерпела множественные переделки. В 2004-м году в здании произошёл пожар.
В настоящее время первый этаж занимают рестораны и бары «Баку», «Mini», «Царь», «Бегемот» и «Penabar».
В 2008 году здание было передано компании ООО «Сити строй-инвест», которая планировала провести реконструкцию (завершение — 2011 год). К заявленному сроку было сделано около 10 % работ. В 2012 году реконструкция продолжилась. Владельцы планировали увеличить площадь здания на 1,4 тысячи м² (которая в итоге составит 5,1 тысячи м²) путём надстройки мансарды, переоборудования дворов-колодцев в атриумы и создания дополнительных антресольных пространств в помещениях бывших кинозалов.
Летом 2017 года собственник здания «Сити Строй-инвест» был оштрафован на 200 тыс. рублей за неисполнение охранного обязательства — незаконную установку вывесок и информационных табличек, замену деревянных окон на пластиковые и проч.